# Test Match Special
Test Match Special, également connue sous les initiales TMS, est une émission de BBC Radio consacrée à la couverture des test-matchs, ODI et Twenty20 de l'équipe d'Angleterre de cricket. Elle est diffusée sur BBC Radio 4 en grandes ondes, sur BBC Radio 5 Live Sports Extra en radio numérique et sur Internet au Royaume-Uni et dans le reste du monde quand les droits de rediffusion le permettent.
Le format de TMS prévoit, pour un test-match, une rotation sur trois ou quatre commentateurs et trois ou quatre résumeurs, les premiers se relayant toutes les 20 minutes et les seconds toutes les 30 minutes. Les commentateurs sont chargés de commenter chaque balle d'un over, tandis que les résumeurs proposent un résumé ou leurs propres commentaires entre chaque over. Les intervenants sont souvent désignés par un surnom, généralement formé sur la première syllabe de leur nom de famille augmentée du suffixe -ers, habitude tirée de l'argot de l'université d'Oxford. Le premier commentateur a été E. W. Swanton de 1938 à 1975, suivi par Rex Alston et John Arlott. À l'heure actuelle, les commentateurs incluent Henry Blofeld (« Blowers »), Jonathan Agnew (« Aggers »), Simon Mann, Simon Hughes et Tony Cozier. Les résumeurs sont souvent d'anciens joueurs professionnels de cricket et incluent Phil Tufnell (« Tuffers »), Geoffrey Boycott (« Boycs »), Graham Gooch (« Goochie ») ou Michael Vaughan (« Vaughnie »).